# Zabytki w Sosnowcu
| Obiekt | Adres                                 | Nr w rejestrze:                        | Dzielnica        | Opis | Zdjęcie                                                |
| --- | ------------------------------------- | -------------------------------------- | ---------------- | --- | ------------------------------------------------------ |
| Budynek główny dworca kolejowego                                                                                   | ul. Stacyjna                          | A/807/67 9.12.1967                     | Maczki           | Granice ochrony obejmują cały obiekt. | Budynek główny dworca kolejowego w Maczkach, Sosnowiec |
| Dom, dawny magazyn soli                                                                                            | ul. Tuwima 7                          | A/13/60 23.12,1960 r.                  | Niwka            | Granice ochrony obejmują budynek dawnego magazynu. |                                                        |
| Kościół parafialny św. Jana Chrzciciela                                                                            | ul. Orląt Lwowskich 67                | A/1624/96,2 29.03.1996                 | Niwka            | Granice ochrony rozciągają się na budynek kościoła. | Kościół św. Jana Chrzciciela w Sosnowcu Niwce          |
| Budynek mieszkalny                                                                                                 | ul. Stefana Starzyńskiego 2           | A/811/67 9.12.1967                     | Ostrowy Górnicze | Granice ochrony rozciągają się na obiekt w ramach parceli budowlanej. Obiekt nie istnieje – kwalifikowany do skreślenia z rejestru zabytków. |                                                        |
| Budynek mieszkalny                                                                                                 | ul. Obwodowa 8                        | A/812/67 9.12.1967                     | Ostrowy Górnicze | Budynek wchodzący w skład Zespołu urbanistyczno-przyrodniczego w Ostrowach Górniczych. Granice ochrony rozciągają się na obiekt w ramach parceli budowlanej. |                                                        |
| Założenie Domu Ludowego otoczonego parkiem                                                                         | ul. Klubowa 3                         | A/1271/81 7.12.1981                    | Ostrowy Górnicze | Budynek i ogród wchodzący w skład Zespołu urbanistyczno-przyrodniczego w Ostrowach Górniczych. Granice ochrony obejmują budynek wraz z parkiem. | Dom ludowy w stylu zakopiańskim w Sosnowcu             |
| Zespół dwóch budynków szkolnych                                                                                    | ul. Stefana Starzyńskiego 50, 50a     | A/74/02 30.12.2002                     | Ostrowy Górnicze | Budynki wchodzące w skład Zespołu urbanistyczno-przyrodniczego w Ostrowach Górniczych. Granice ochrony obejmują działki 269/1 i 269/2 z wyjątkiem kotłowni i sali gimnastycznej. | Dom nauczycielski Sosnowiec – Ostrowy Górnicze         |
| Dawny pałac Dietlów                                                                                                | ul. Stefana Żeromskiego 2             | A/806/67 9.12.1967                     | Pogoń            | Granice ochrony rozciągają się na całość obiektu. | Pałac Dietla                                           |
| Kościół ewangelicko-augsburski św. Jana Ewangelisty                                                                | ul. Stefana Żeromskiego 1             | A/1662/97 17.12.1997                   | Pogoń            | Granice ochrony obejmują obiekt wg załączonej do decyzji mapy. | Kościół Ewangelicko-Augsburski w Sosnowcu              |
| Dawny budynek administracyjny (obecnie komisariat policji)                                                         | ul. Stefana Żeromskiego 1             | A/1610/95 15.09.1995                   | Pogoń            | Budynek administracyjny dawnej Spółki Akcyjnej Przemysłu Włókienniczego H. Dietel wraz z wyposażeniem. Granice ochrony obejmują budynek wraz z otoczeniem zakładu w obrysie ogrodzenia wg załączonej do decyzji mapy. | Żeromskiego 1                                          |
| Budynek mieszkalny (Willa Habelmana)                                                                               | ul. Będzińska 41/I                    | A/1533/93 31.08.1993                   | Pogoń            | Granice ochrony obejmują budynek wraz z najbliższym otoczeniem wg rozgraniczeń naniesionych na mapie dołączonej do decyzji. | Będzińska 41, willa, pocz. XX 02.JPG                   |
| Budynek dawnego liceum                                                                                             | ul. Stefana Żeromskiego 3             | A/1528/93 30.04.1993                   | Pogoń            | Były budynek Szkoły Realnej, potem Liceum Ogólnokształcącego im. S. Staszica, a następnie Wydziału Techniki Uniwersytetu Śląskiego w Katowicach, miasta oraz Holding Opal Maximum. Granice ochrony obejmują budynek wraz z otoczeniem wg rozgraniczeń naniesionych na mapie dołączonej do decyzji. | Budynek przy Żeromskiego 3; dawna Szkoła Realna;       |
| Budynek biurowy Metalchemu (dawniej budynek mieszkalny) (Willa Piątkowskiego)                                      | al. Józefa Mireckiego 27              | A/1311/83 3.10.1983                    | Stary Sosnowiec  | Granice ochrony obejmują budynek wraz z najbliższym otoczeniem w granicach działki | Willa Piątkowskiego, Aleja Mireckiego 27, Sosnowiec    |
| Kościół parafialny p.w. św. Tomasza Apostoła oraz jego najbliższe otoczenie od stron wschodniej i południowej      | ul. Nowopogońska ul. Orla 19          | A/205/07 21.02.2007                    | Pogoń            | Granice ochrony obejmują budynek kościoła wraz z najbliższym otoczeniem i ogrodzeniem od stron wschodniej i południowej, znajdujący się na działce 96/3, w granicach naniesionych na mapce stanowiącej załącznik 2 do decyzji. |                                                        |
| Zespół przypałacowo-parkowy związany z dawnym pałacem Dietla                                                       | ul. Stefana Żeromskiego 2, 4, 4/1, 4a | A/1702/98 31.12.1998                   | Pogoń            | (budynek wjazdowy, ul. Stefana Żeromskiego 2, trzy budynki mieszkalne, ul. Żeromskiego 4, 4/1, 4a, neoromantyczny park), ul. Żeromskiego, Sosnowiec. Granice ochrony obejmują wymienione obiekty wg rozgraniczeń naniesionych na mapie dołączonej do decyzji. | Zespół przypałacowo-parkowy pałacu Dietla w Sosnowcu   |
| Mauzoleum rodziny Dietlów (obecnie kaplica cmentarna na cmentarzu ewangelickim)                                    | ul. Smutna 6                          | A/224/08 21.04.2008                    | Pogoń            | Granice ochrony obejmują budynek i jego otoczenie w granicach ogrodzenia. | Mauzoleum rodziny Dietlów, Sosnowiec                   |
| Zamek Sielecki | ul. Zamkowa 2                         | A/15/60 23.02.1960                     | Sielec           | Granice ochrony obejmują obiekt wraz z przyległym parkiem. | Zamek Sielecki, Sosnowiec, Zamkowa                     |
| Zespół zabudowań parafii rzymsko-katolickiej Niepokalanego Poczęcia NMP                                            | ul. Skautów 1                         | A/79/02 30.12.2002                     | Sielec           | Kościół parafialny Niepokalanego Poczęcia NMP, plebania (pierwotnie karczma) i dawna kaplica (pierwotnie piwiarnia, obecnie dom mieszkalny). Granice ochrony obejmują działkę nr 28 w graniach naniesionych na mapie. | Kościół Niepokalanego Poczęcia NMP w Sosnowcu          |
| Zespół Parkowo-Pałacowy Schöna (obecnie siedziba Muzeum; Sala reprezentacyjna Urzędu Stanu Cywilnego; Restauracja) | ul. Chemiczna 12–16                   | A/1241/80 10.04.1980                   | Środula          | Dawna własność H. Schöna, w tym: dwa pałace: Główny i Wilhelma, park z pozostałościami budowli ogrodowych, budynków mieszkalnych – tzw. domu ogrodnika oraz dawniej budynku gospodarczego. Granice ochrony rozciągają się na całość założenia zamkniętego przez trasę E–22 (ob. DK 94), ul. Chemiczną, ogrodzenie fabryczne, granice ogródków działkowych łącznie z posesją dawnego domu ogrodnika i szklarni. | Pałac na Środuli                                       |
| Cerkiew prawosławna pw. św. Wiery, Nadziei, Luby i matki ich Zofii                                                 | ul. Jana Kilińskiego 37               | A/1242/80 10.10.1980                   | Stary Sosnowiec  | Granice ochrony rozciągają się na obszar obejmujący tereny zielone, wydzielone istniejącym ogrodzeniem wraz z parafialnymi budynkami. | Cerkiew w Sosnowcu                                     |
| Kamienica z XIX/XX w.                                                                                              | ul. Jana Dekerta 6                    | A/1360/88, 8.02.1988                   | Śródmieście      | Granice ochrony obejmują budynek z otoczeniem w granicach zaznaczonych na mapie dołączonej do decyzji. | Kamienica przy ulicy Dekerta nr 6 w Sosnowcu           |
| Dawny pałac Schöna (obecnie siedziba sądu rejonowego)                                                              | ul. 1 Maja 19                         | A/1370/88 10.02.1988                   | Dębowa Góra      | Granice ochrony obejmują całość działki 12/2 z budynkiem pałacu i ogrodem, wg mapy załączonej do decyzji. | Pałac Schoena ul. 1-go Maja w Sosnowcu                 |
| Zespół zabudowań składający się z gmachu banku oraz dwóch budynków mieszkalnych                                    | ul. Stanisława Małachowskiego 7       | A/1529/93, 30.04.1993                  | Śródmieście      | Granice ochrony obejmują zespół w ramach działki wg rozgraniczeń naniesionych na mapie dołączonej do decyzji (były ING Bank Śląski). | Dawny bank                                             |
| Kościół katedralny Wniebowzięcia NMP wraz z najbliższym otoczeniem oraz towarzyszącymi budynkami                   | ul. Kościelna 1                       | A/1552/94 30.12.1994                   | Śródmieście      | Budynek kościoła katedralnego wraz z otoczeniem oraz towarzyszącymi budynkami (1893-1906): - plebania, początek XX, - mur oporowy z wbudowanymi pomieszczeniami handlowymi od strony ul. Kościelnej. Granice ochrony obejmują cały zespół wg rozgraniczeń naniesionych na mapę dołączoną do decyzji. | Kościół Wniebowzięcia NMP, Katedra, Sosnowiec          |
| Budynek dawnego banku                                                                                              | ul. Stanisława Małachowskiego 3       | A/1609/95 15.09.1995                   | Śródmieście      | Granice ochrony obejmują cały budynek składający się z dwóch części wg załączonej do decyzji mapy. | Małachowskiego 3 Sosnowiec                             |
| Budynek teatru (Teatr Zagłębia)                                                                                    | ul. Teatralna 4                       | A/1633/96 30.09.1996                   | Śródmieście      | Granice ochrony rozciągają się na budynek teatru. | Budynek Teatru Zagłębia w Sosnowcu                     |
| Kościół parafialny Najświętszego Serca Pana Jezusa (zwany kolejowym)                                               | ul. 3 Maja 20                         | A/1642/97 11.04.1997                   | Śródmieście      | Zespół kościelny (2 poł. XIX): - kościół pw. Najświętszego Serca Pana Jezusa (zw. kolejowym), 1862 - kaplica Grobu Chrystusa - kaplica Bożego Narodzenia - kaplica św. Antoniego, drewniana (nie istnieje) - cmentarz przykościelny (park). Granice ochrony obejmują kościół wraz z najbliższym otoczeniem w ramach ogrodzenia wg załączonej do decyzji mapy. | Kościółek kolejowy w Sosnowcu                          |
| Budynek dworca kolejowego Sosnowiec Główny                                                                         | ul. 3 Maja 16                         | A/15/99 30.04.1999                     | Śródmieście      | Granice ochrony obejmują budynek. | Dom dworca kolejowego Sosnowiec Główny                 |
| Budynek kościoła parafialnego św. Joachima                                                                         | ul. Jana Popiełuszki 44               | A/18/60 23.02.1960 A/166/06 11.01.2006 | Zagórze          | Budynek kościoła składający się z części starszej – dzisiejszy przedsionek główny – wybudowanej w 1848 roku według projektu krakowskich architektów Stanisława Gołębiowskiego i Tomasza Majewskiego w stylu neogotyckim wpisanej do rejestru zabytków pod nr 18/60 decyzją z 23 lutego 1960 roku, oraz części nowszej, wybudowanej w latach 1893-1908 według projektu Józefa Pomian-Pomianowskiego w stylu klasycznego neogotyku, wraz najbliższym otoczeniem i ogrodzeniem. Granice ochrony obejmują budynek kościoła wraz z wystrojem wnętrza i najbliższym otoczeniem wyznaczonym przez ogrodzenie, na działkach 1193/1 i 1193/4, w granicach zawężonych. | Kościół Świętego Joachima, Sosnowiec, Zagórze          |
| Pałac Mieroszewskich                                                                                               | ul. Szpitalna 1                       | A/703/63 12.06.1963                    | Zagórze          | Granice ochrony rozciągają się na obiekt i park w granicach ogrodzenia wzdłuż ulic: 11 Listopada (dawnej Dzierżyńskiego), Armii Krajowej (dawnej Armii Czerwonej) i Dworskiej, pow. ok. 6,4 ha. | Dwór Mieroszewskich. Sosnowiec, Zagórze                |
| Gródek stożkowy z wczesnego średniowiecza                                                                          |                                       | C/1338/85, 14.11.1985                  | Zagórze          | |                                                        |